# 小行星8010
小行星8010（8010 Böhnhardt）是一颗绕太阳运转的小行星，为主小行星带小行星。该小行星于1989年4月3日发现。

## 轨道参数
小行星8010的轨道半长轴为3.1708181 UA，离心率为0.103。